# Prins Vilhelm Fredrik, hertig av Gloucester och Edinburgh
Prins Vilhelm Fredrik (engelska: William Frederick), hertig av Gloucester och Edinburgh, född 1776, död 1834, var en brittisk prins, brorson och svärson till kung Georg III av Storbritannien.

## Biografi

### Titlar
Vilhelm Fredrik föddes som son till prins Vilhelm Henrik, hertig av Gloucester och Edinburgh och Maria Walpole. Moderns enklare bakgrund gjorde att Vilhelm Fredrik från födseln bar titlarna Hans Höghet, prins av Storbritannien och hertig av Gloucester. Han var till skillnad från övriga brittiska prinsar inte arvsberättigad till den brittiska tronen eller till kurfurstendömet Braunschweig-Lüneburg. År 1794 tilldelades han Strumpebandsorden. Efter faderns död 1805 ärvde han dennes titlar hertig av Gloucester och Edinburgh, greve av Connaught. Då han 1816 gifte sig med sin kusin, prinsessan Maria, dotter till Georg III, fick han titeln Hans Kunglig Höghet.

### Akademisk karriär
Prins Vilhelm skrevs år 1787 som tolvåring in i Trinity College vid Universitetet i Cambridge. Han avlade sin Master of Arts-examen (Honours) år 1790. År 1796 tilldelades han titeln hedersdoktor i juridik vid samma universitet. Året därpå invaldes han i Royal Society.  Prins Vilhelm fungerade som sitt universitets kansler åren 1811-1834.

### Militär karriär
Prins Vilhelm inträdde år 1789 som trettonårig i Fotgardets första regemente. Som överste vid 115:e infanteriregementet åren 1794-1795 var han i aktiv tjänst i kampanjen i Flandern. Han upphöjdes till generalmajor 1795 och utsågs 1799 till brigadchef i hertigen av Yorks armé vid det engelsk-ryska angreppet på Nederländerna, i expeditionen till Den Helder. Samma år befordrades han till generallöjtnant och till general år 1808. Året för hans äktenskap, 1816, befordrades han till fältmarskalk.

### Bakgrunden till prins Vilhelms resa i Nordeuropa
Den svenske envoyén i London meddelade Stockholm i början av maj 1802 att han hade kallats till prins Vilhelm och informerats om att denne avsåg att göra en resa till de nordiska hoven. Avsikten var att inofficiellt öppna förbindelserna mellan hoven och England som annars var försvårade. Fred rådde då mellan Frankrike och England och prinsen var fri från sin tjänstgöring som officer. Planen var att han skulle besöka Danmark, Sverige, Ryssland och Preussen. Ryssland, Sverige och Danmark hade i början av år 1800 ingått ett förbund för väpnad neutralitet för att hålla sig utanför konflikterna mellan England och Frankrike. England bröt i praktiken förbundet genom slaget vid Köpenhamn i april 1801 då den danska flottan förstördes. Mordet på Paul I i mars 1801 ändrade den ryska politiken. Efter Alexander I:s tronbestigning ingick Ryssland och England den 17 juni 1801 ett nytt handelsavtal. Mellan Sverige och England kvarstod två konfliktämnen. Det ena var Sveriges önskan att få tillbaka de två handelskonvojer som England hade beslagtagit år 1798, det andra var att England år 1801 hade intagit den svenska kolonin Saint-Barthélemy. Engelsmännen hade även beslagtagit danska handelskonvojer. Eftersom Sverige ändå ville närma sig England undertecknade Sverige i mars 1802 samma handelsavtal som Ryssland hade slutit med England. Det nya avtalet löste dock inte oklarheten i Sveriges handelsavtal med England av år 1661 som gällde kontraband. Eftersom Ryssland saknade egen utrikshandel till sjöss beaktades i avtalet inte frågan om kontraband. England återlämnade Saint-Barthélemy i juni 1802. Förhandlingar om de öppna frågorna pågick i London under resten av år 1802 men under vintern 1803 ville engelsmännen inte gå vidare. Då Frankrike bröt freden i juni 1803 och inrättade kontinentalsystemet blev förbindelsen till Sverige livsviktig för England. Landet behövde en affärs- och postlänk i öster och önskade att Göteborg skulle öppnas för detta. Den 25 juli 1803 gjordes en överenskommelse som gav Sverige ersättning för konvojerna och en preciserad tolkning av kontrabandsparagrafen i 1661 år handelstraktat.

### Prins Vilhelms resa
Prins Vilhelm seglade på fregatten Latona och använde titeln greve av Connaught. Han anlände till Köpenhamn kring mitten av juni 1802, där han mötte kronprinsen och mönstrade  en militärparad.  I slutet av juni besökte han Karlskrona och dess militäranläggningar. Därifrån seglade prinsen till den preussiska staden Danzig där han tillbringade den första veckan i juli. Följande vecka låg Latona på redden vid Reval och prinsen träffade den ryske befälhavaren där. Latona anlöpte Sveaborg den 17 juli och efter att ha träffat de högre militärpersonerna reste prinsen landvägen till Åbo, dit han kom den 22 juli. Det svenska kungaparet kom till staden följande dag och då kung Gustav IV Adolf ogillade prinsens inkognito avlades det snabbt. Den 24 juli lade kungen grundstenen för det nya akademihuset. Efter honom murade drottning Fredrika och prins Vilhelm.
Kungen och prinsen reste tillsammans till Helsingfors. På programmet stod besök vid militära anläggningar. Prinsen upptogs också i frimurarlogen Sankt Augustin i Helsingfors. Drygt två veckor senare seglade kungaparet från Åbo till Stockholm medan fregatten Latona förde prins Vilhelm till Kronstadt. Prinsen besökte hovet i Sankt Petersburg och tog del i manövrarna i Tsarskoje Selo. Han reste också på en fyra veckors färd till Moskva.  Fregatten Latona hade vänt hemåt eftersom prinsens plan var att återvända genom Polen, men Vilhelm ville anta den svenske kungens inbjudan att besöka Stockholm och närvara vid militärlägret på Ladugårdsgärdet. Vilhelm lämnade Ryssland den sista oktober och reste landvägen genom Finland för att anlöpa Vaxholm i en fiskesump. Därifrån hämtades han till Skeppsbron av den kungliga slupen.
Sammanträffandet i Finland tycks ha gjort kungen och prinsen till goda vänner och de hade tydligen också diskuterat Sveriges relationer med England. Dessa diskussioner fortsatte i Stockholm och kungen bad till och med prinsen skriva till London i frågan. Prinsen hade inte befogenheter att underhandla eftersom de officiella underhandlingarna helt sköttes i London. Under januari månad tycks dock relationen mellan kung och prins ha ändrats till det sämre. Prinsen som först hade gjort ett gott intryck på alla gjorde kungen besviken genom att han inte kunde hjälpa till i relationen med England. Prinsen levde ett rikt sällskapsliv på kungens bekostnad men sökte sig efterhand till gruppen kring hertig Karl. Hertigen var liksom prinsen mycket intresserad av frimureri och tanken var att prinsen skulle få en högre grad i denna orden.
Prinsen blev dock inblandad i Bohemanaffären genom sin anmälan av intresse för att inträda i den nya frimurarlogen Gula Rosen. Kungen fick uppfattningen att logen var ett centrum för oppositionell verksamhet och beslagtog den 18 mars 1803 sällskapets handlingar. Hertigen besökte kungen för att hämta besked om han ville bli initierad i sällskapet men kungen skällde ut honom och krävde att alla medlemmar i sällskapet genast måste lämna det, eftersom det syftade till att göra uppror mot kungar. Prins Vilhelm visste att hans anhållan om inträde fanns hos kungen och uppsökte kungen för att få veta sin ställning. Nyheten om att Danmark hade återfått sina beslagtagna handelsskepp gjorde inte kungen vänligare stämd. Kungen ville inte heller längre diskutera Englandsfrågan med prinsen utan önskade bara att han återvände hem. Prinsen ville ännu stanna till den stora frimurarceremonin i slutet av mars för att få den utlovade högre graden i orden. Kungen gick inte med på detta. Prinsen lämnade Stockholm den 2 mars 1803 och avskedet var inte hjärtligt. Prinsens långa vistelse i Stockholm hade till slut gjort alla inblandade trötta på honom trots hans goda sätt. Samtiden vittnar även om hans stora frågvishet som kan sättas i samband med ryktena om att han spionerade för Englands räkning.
Prins Vilhelm lämnade Sverige över Helsingborg och vistades i Köpenhamn till början av april. Därefter fortsatte han sin resa genom nordvästra Tyskland till de preussiska städerna Halberstadt, Potsdam, Berlin och Magdeburg. I Halberstadt och Magdeburg deltog han som tidigare under resan i militära mönstringar. Under tiden inrättade Frankrike en kontinentalblockad mot England som svarade med en krigsförklaring den 18 maj 1803. Stängningen av Hamburg i juni fick fart på förhandlingarna mellan England och Sverige eftersom staden var länken mellan England och Nordeuropa. Följande månad gick England med på att ersätta Sverige för handelskonvojerna och att sluta ett preciserat avtal om kontraband. I juni seglade prins Vilhelm hem till England och utsågs till befälhavare för ett militärdistrikt. 

### Livet som hertig av Gloucester och Edinburgh
Prins Vilhelm hade hållits i ett slags reserv för att gifta sig med den engelska tronföljaren prinsessan Charlotte Augusta av Wales men då hon 1816 vigdes vid en annan gifte han sig några månader senare med sin kusin prinsessan Maria, dotter till kung Georg III. De var båda 40 år gamla och äktenskapet blev barnlöst. Vilhelm var aktiv på flera områden. Han utsågs 1827 till guvernör i Portsmouth och 1833 till kronans representant i styrelsen för British Museum. Han var i allmänhet ointresserad av politik men tog ställning i det engelska parlamentets överhus för slaveriets avskaffande och katolikernas emancipation men mot Georg IV:s skilsmässa och parlamentsreformen 1832. Han avled 1834 i sitt hem Bagshot Park.